# Susannita
La susannita es un mineral de la clase de los minerales carbonatos y nitratos. Fue descubierta en 1827 en la mina Susanna de Leadhills, en Escocia (Reino Unido), siendo nombrada así por el nombre de esta mina.

## Características químicas
Es un carbonato hidroxilado y anhidro de plomo, con aniones adicionales de sulfato.
Es el polimorfo trigonal de la leadhillita -monoclínico- y la macphersonita -ortorrómbico-, los tres minerales de igual fórmula química e íntimamente relacionados entre sí, a veces difíciles de distinguir. El calentamiento de la leadhillita puede causar su transformación en susannita.

## Formación y yacimientos
Se forma como mineral secundario en las zonas de oxidación de los yacimientos hidrotermales de minerales del plomo, por encima de los 80 °C.
Suele encontrarse asociado a otros minerales como: leadhillita, macphersonita, lanarkita, caledonita o cerusita.